# Lycomya
Lycomya is een vliegengeslacht uit de familie van de roofvliegen (Asilidae).

## Soorten
- L. germainii Bigot, 1857